# Кайванський вазописець

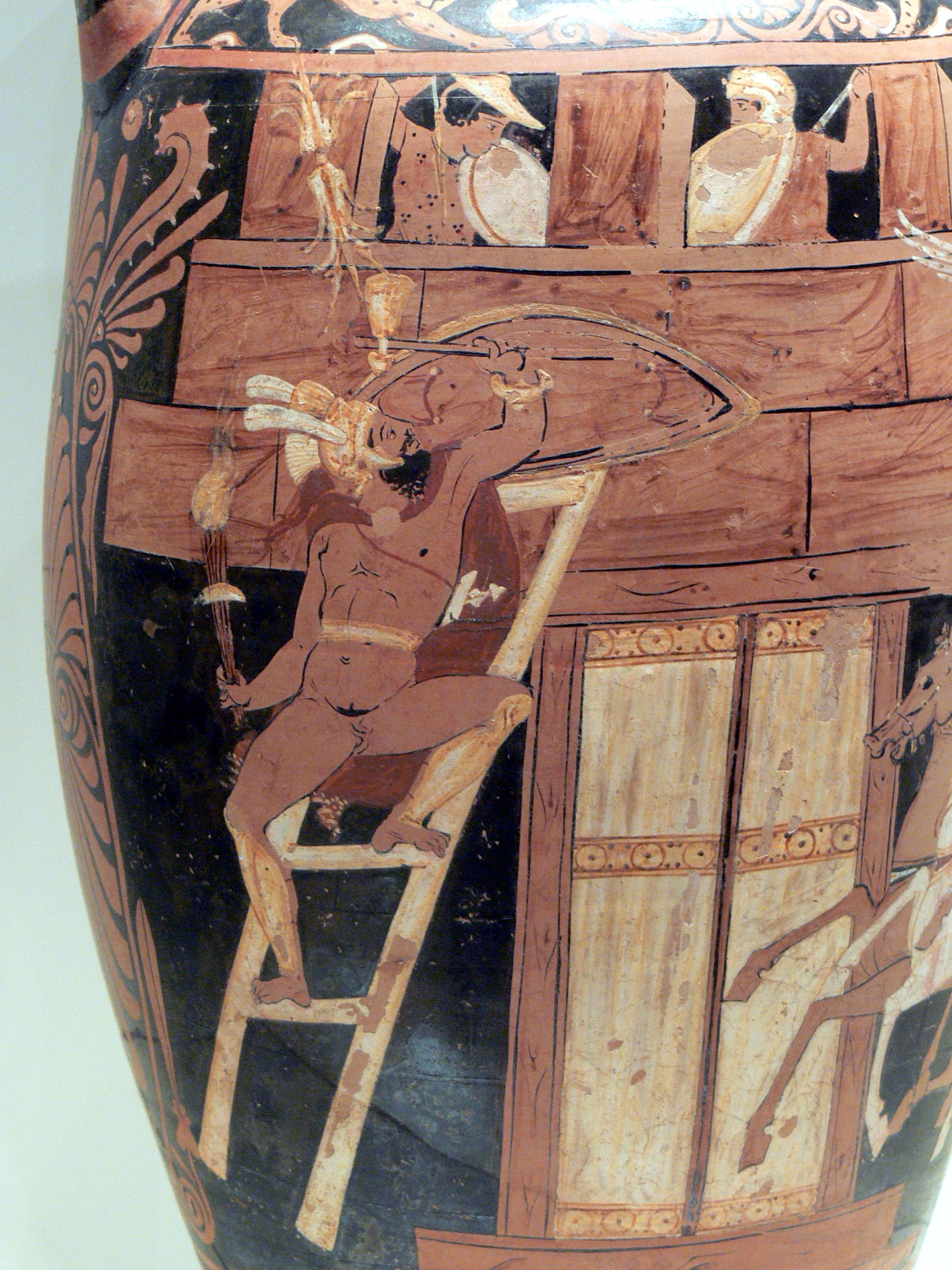
Амфора «Семеро проти Фів», сходами піднімається Капаней, Кайванский вазописець

Кайванський вазописець (англ. Caivano Painter, нім. Caivano-Maler) — анонімний давньогрецький вазописець, працював у Капуї в IV столітті до н. е. в червонофігурній техніці. Відомий своєю майстернею кампанського вазопису.
Як і в більшості давньогрецьких вазописців, справжнє ім'я Кайванського художника невідоме. Він названий на честь міста, де знайдено більшість з його робіт — міста Кайвано. Основними темами вазопису майстра були нетипові міфологічні та театральні сцени. Вояки звичайно носять осканські обладунки (оски — одне із самнітських племен), а жінок найчастіше зображував в сукнях у смужку. Кайванський вазописець використовував додатково білий, жовтий та пурпурно-червоний кольори. Вплив Кайванського вазописця позначився в техніці вазопису Пестуму, ще одному місті Південної Італії. Деякі дослідники навіть вважають, що Кайванський вазописець міг працювати у Пестумі.
Одна з ваз роботи Кайванського вазописця нині зберігається у Музеї Гетті. Це амфора, на якій зображено сцену «Семеро проти Фів»: кілька героїв напали на місто, аби відновити владу законного царя; герой Капаней піднімається сходами. Як відомо з міфу, Капаней похвалився, що його не зупинить навіть сам Зевс, за що останній вразив його блискавкою. На зворотному боці вази змальовані Менада та сатири, супутники бога Діоніса.